# Ґар'ян
Ґар'ян (араб. غريان) — місто, адміністративний центр муніципалітету Ель-Джабал-ель-Ґарбі у Лівії. Населення — 39 561 осіб (на 2010 рік).

## Історія
Місто розташоване на торгових шляхах зі сходу від Феццана до гір Нафуса. В 1884 році турки побудували міську раду в Ґар'яні. В 1920-х роках італійці проклали 90 км залізниці між Триполі і населеним пунктом біля Ґар'яну. Дана залізниця була знищена британськими військами в роки Другої світової війни.

## Економіка
У місті вирощують зерно і рис для місцевого споживання, оливки і шафран для експорту. В Ґар'яні також виробляють вироби з кераміки.